# Тумча
Тумча — река на юго-западе Мурманской области России. Протекает по территории Кандалакшского района. Впадает в Тумчаозеро.
Длина 16 км. Площадь бассейна 5240 км². Ширина 20-60 м.
Образуется слиянием рек Кутсайоки и Тунтсайоки. Протекает по лесной, болотистой местности. Река не судоходна, имеет пороги и шиверы. Впадает в Тумчаозеро (входит в Иовское водохранилище) в западной его части. Расход воды около 25 м³/сек у истока и около 50 м³/сек в устье. Населённых пунктов на реке нет. Ближайшие населённые пункты: посёлок Зареченск и село Алакуртти.
Туристы-водники часто проходят эту реку после прохождения Кутсайоки или Тунтсайоки. Обычное время прохождения до последнего порога ½ — 1 день.
Часто реку Тунтсайоки ошибочно именуют Тумчей.

## Список основных препятствий
- Порог Карниз — 4 к. с.[4][5]
- Порог Змея — 2+ к. с.[6]
- Порог Шляпа — 3 к. с.

## Топографические карты
- 1:50 000 — Лист карты Q-36-37-C,D., Лист карты Q-36-38-C,D., Лист карты Q-36-50-A,B.
- 1:100 000 — Лист карты Q-36-37,38 Алакуртти. Масштаб: 1 : 100 000. Состояние местности на 1970 год. Издание 1973 г., Лист карты Q-36-49,50 лесоучасток  Тумча. Масштаб: 1 : 100 000. Издание 1981 г.
- Лист карты Q-36-VII,VIII Зареченск. Масштаб: 1 : 200 000. Указать дату выпуска/состояния местности.
- Лист карты Q-35-XIII,XIV.
- 1:500 000 — Лист карты Q-36-A,B.
- 1:1 000 000 — Лист карты Q-35,36.